# MTV Video Music Award – teledysk roku
Artykuł przedstawia listę zwycięzców i nominowanych w kategorii Teledysk roku (Video of the Year) w plebiscycie MTV Video Music Awards organizowanym co roku od 1984 przez amerykańską telewizję MTV.

## Lista zwycięzców i nominowanych
| Rok  | Zwycięzca                                | Teledysk                           | Reszta nominowanych | Źródło |
| ---- | ---------------------------------------- | ---------------------------------- | --- | ------ |

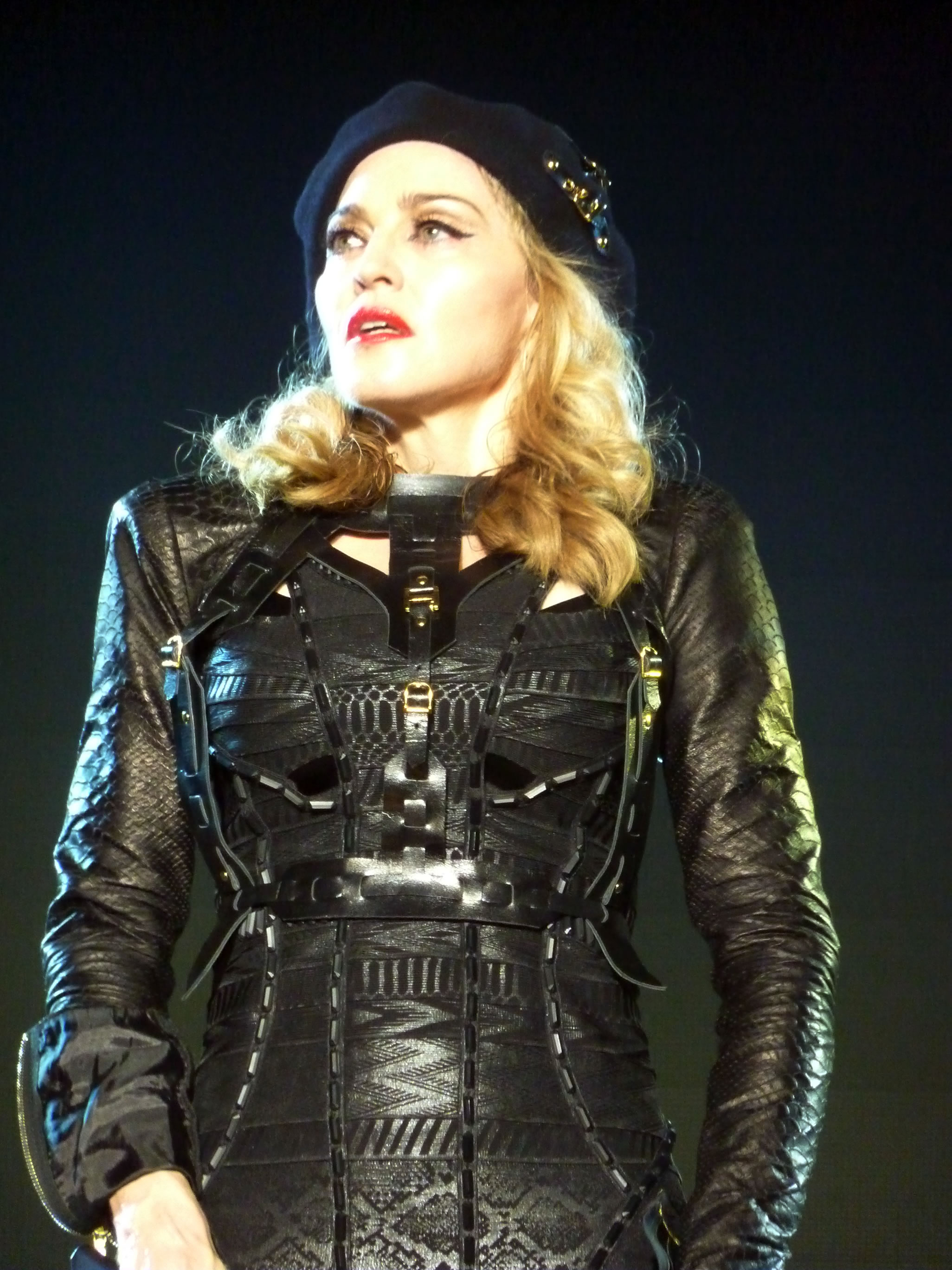
Madonna otrzymała nagrodę w 1998 roku za „Ray of Light”

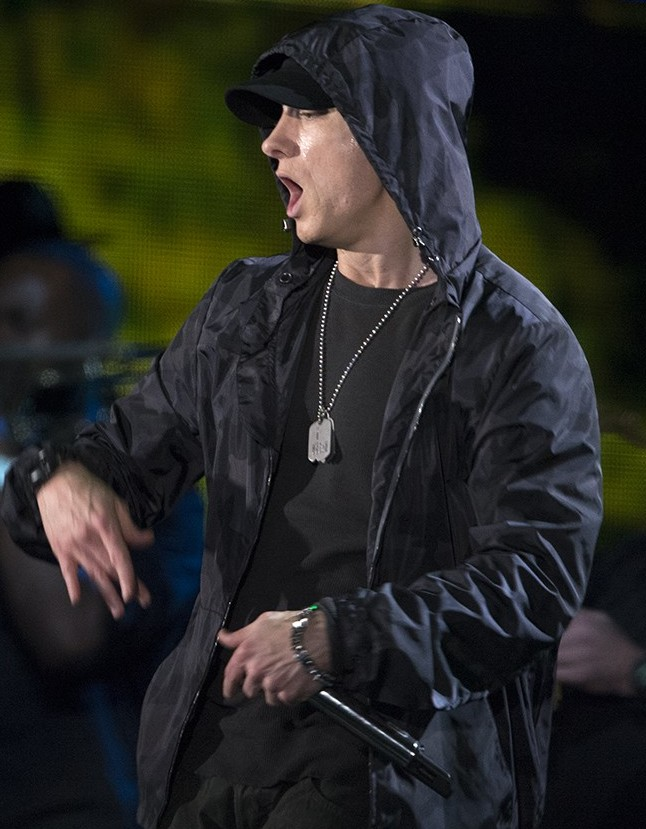
Eminem – laureat dwóch statuetek za „The Real Slim Shady” i „Without Me”

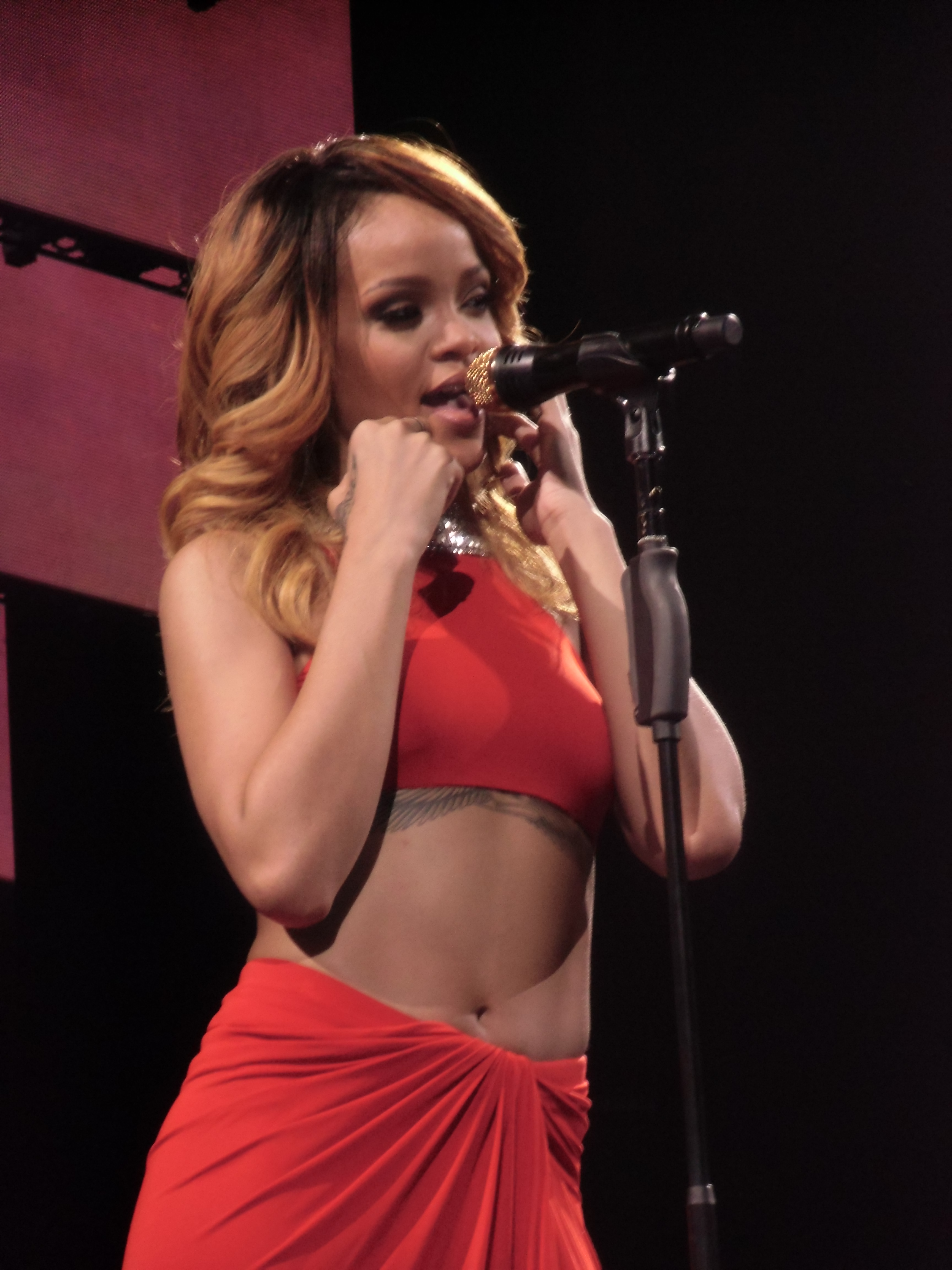
Rihanna jest dwukrotną zwyciężczynią. W 2007 roku została najmłodszą piosenkarką, która wygrała statuetkę (19 lat)

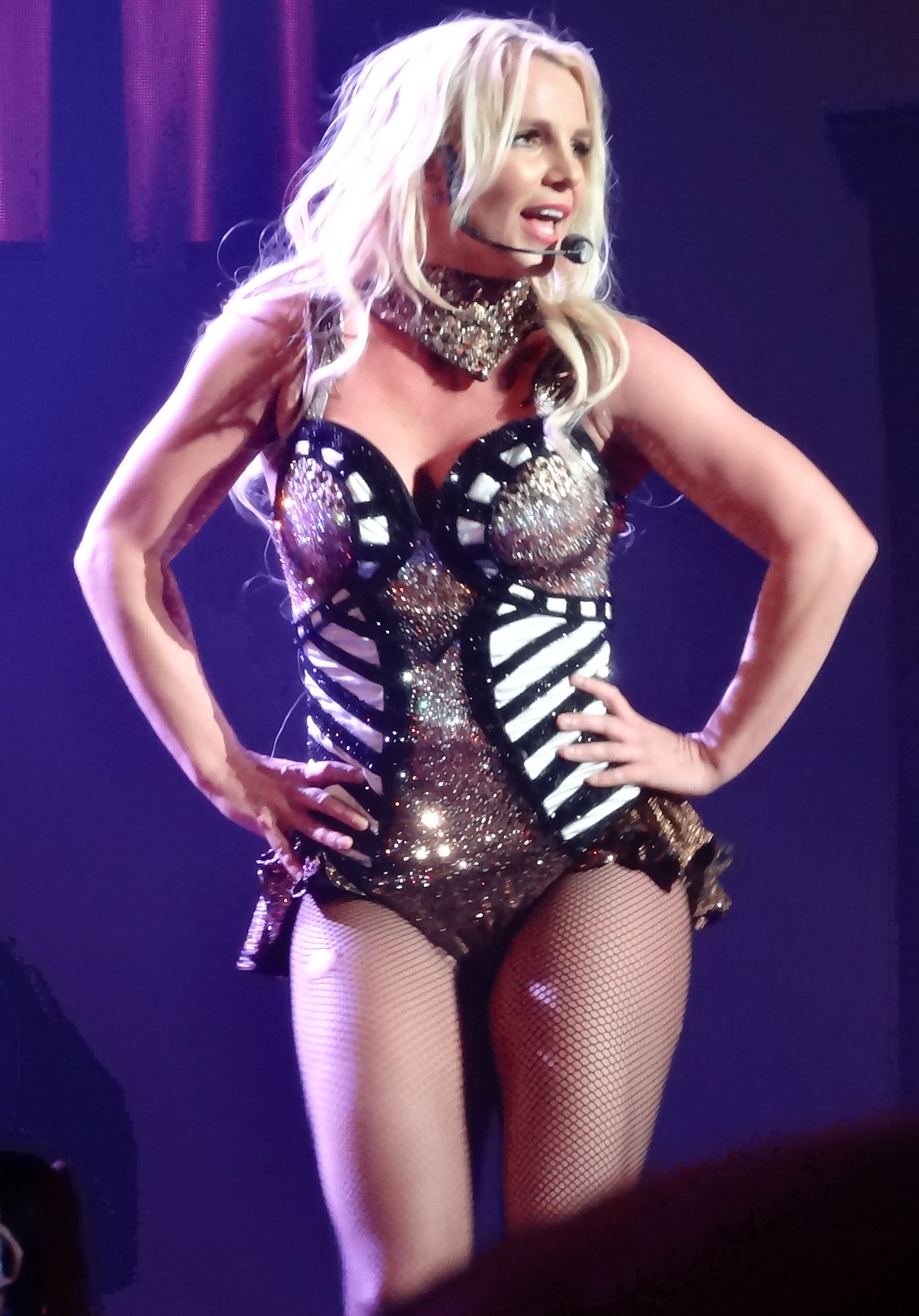
Zwycięzcą w 2008 roku została Britney Spears

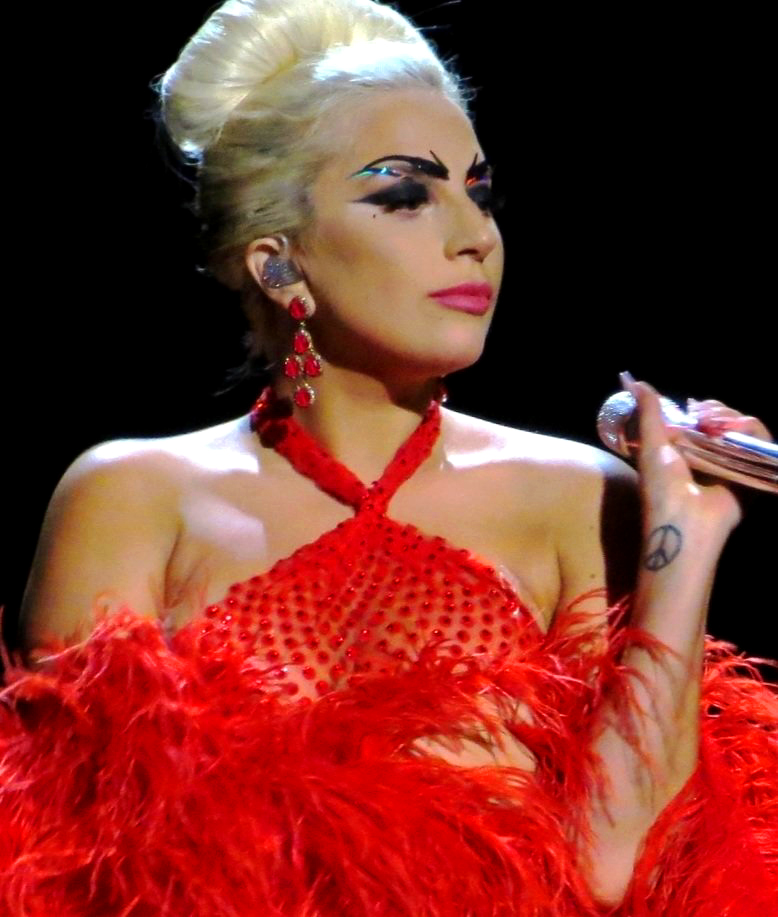
Lady Gaga wygrała nagrodę za „Bad Romance” w 2010 roku

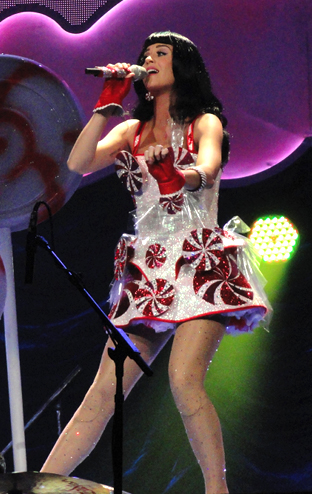
Zwycięzcą w 2011 roku została Katy Perry

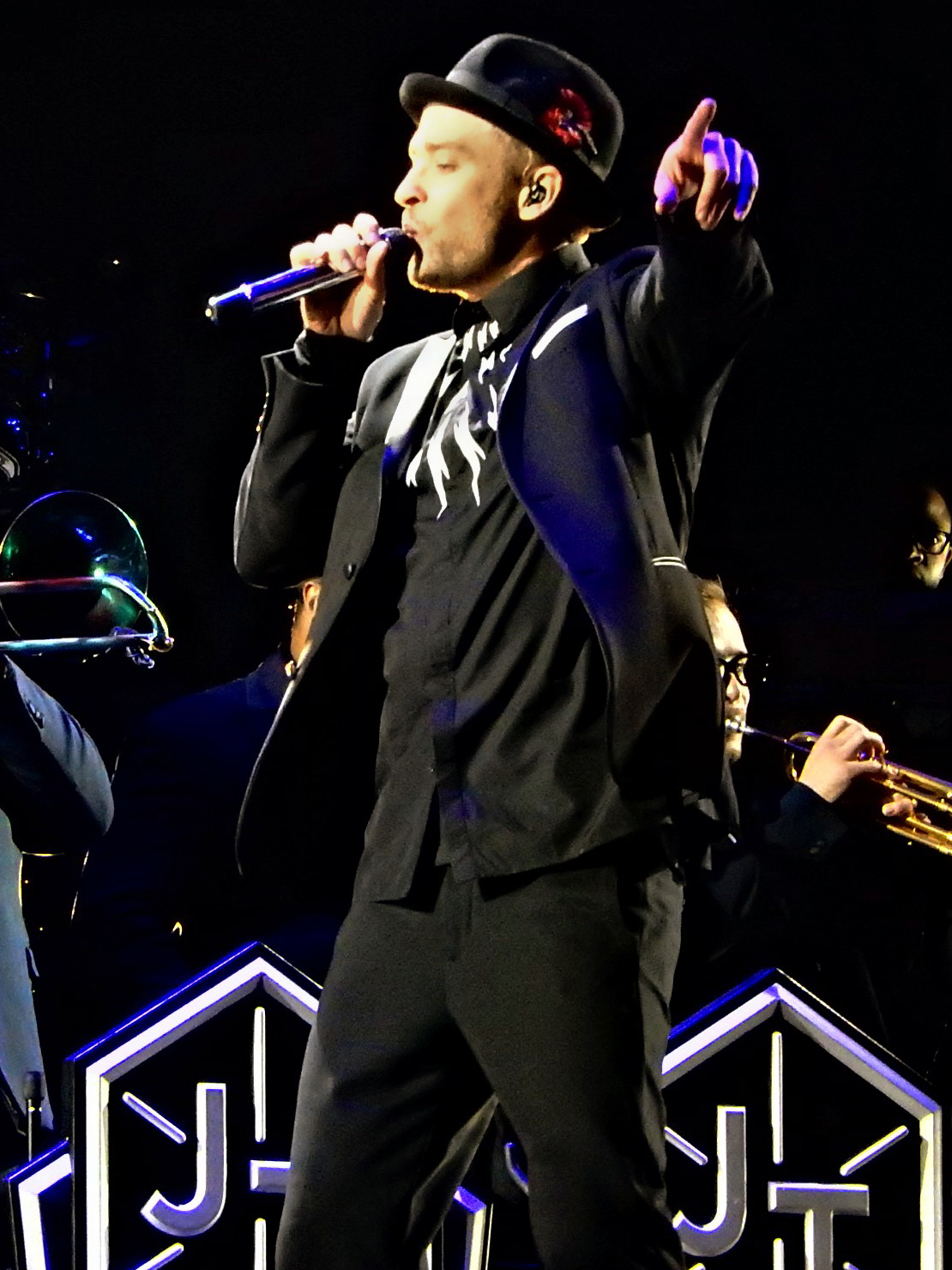
Justin Timberlake otrzymał nagrodę w 2013 roku oraz Video Vanguard Award

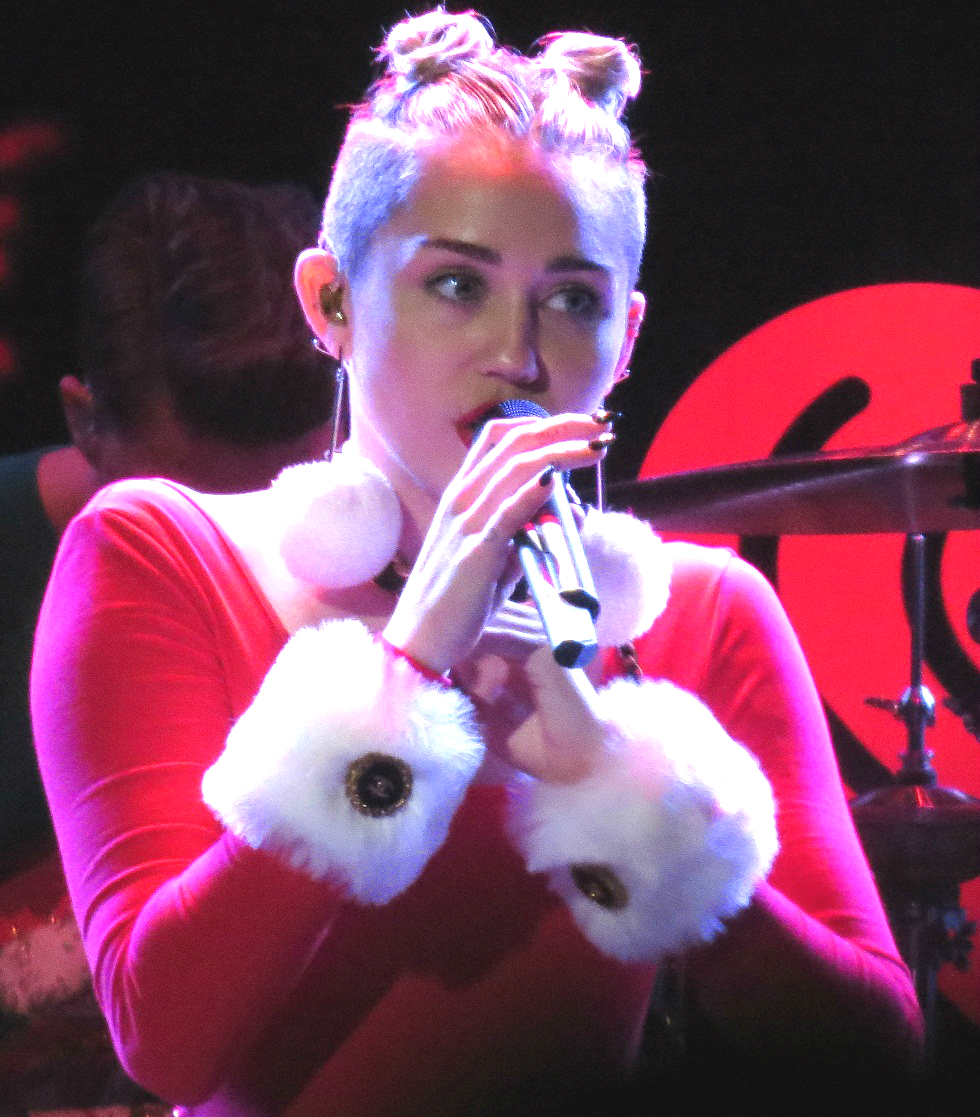
Zwycięzcą w 2014 roku została Miley Cyrus

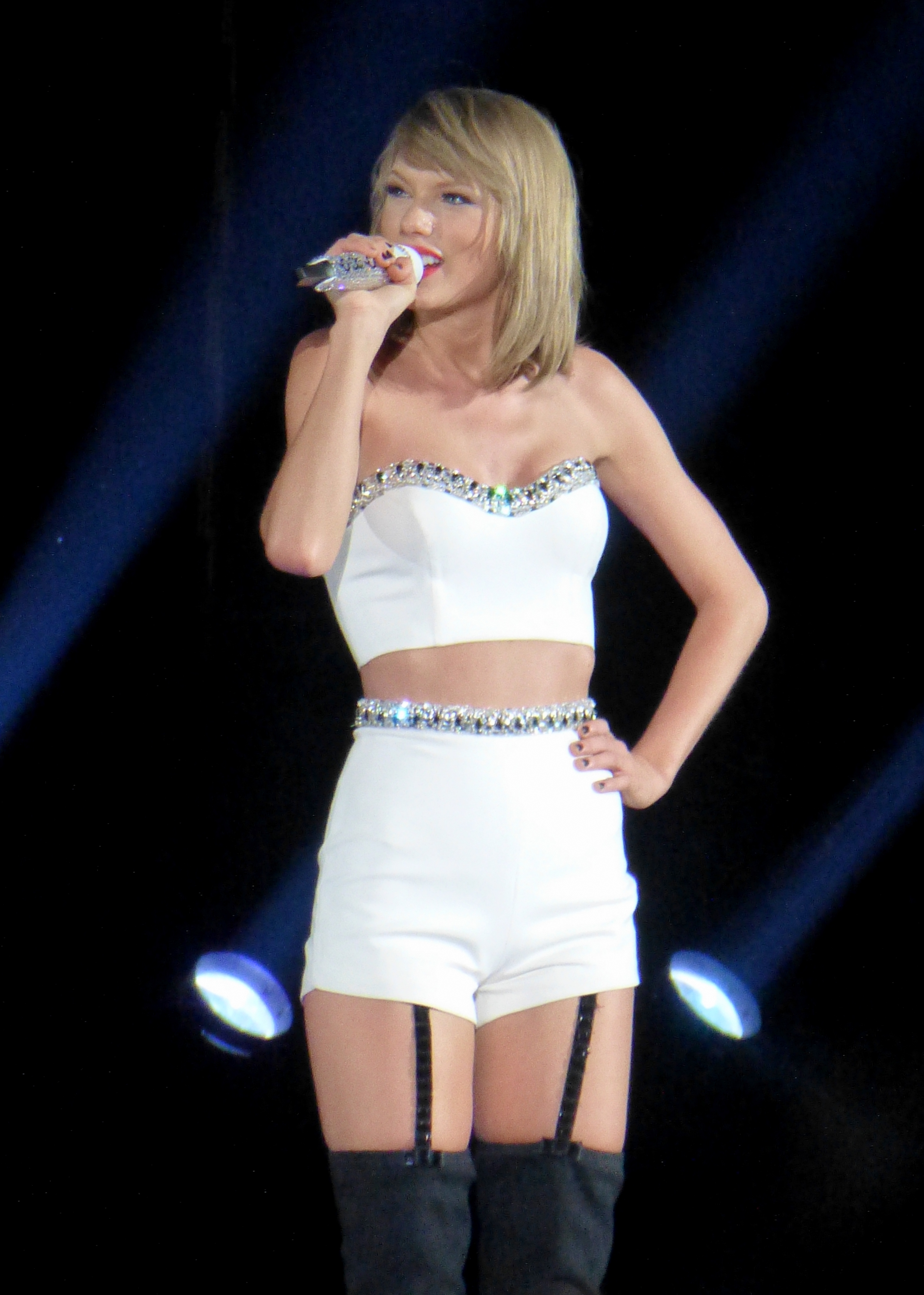
Taylor Swift wygrała nagrodę za „Bad Blood” we współpracy z Kendrickiem Lamarem

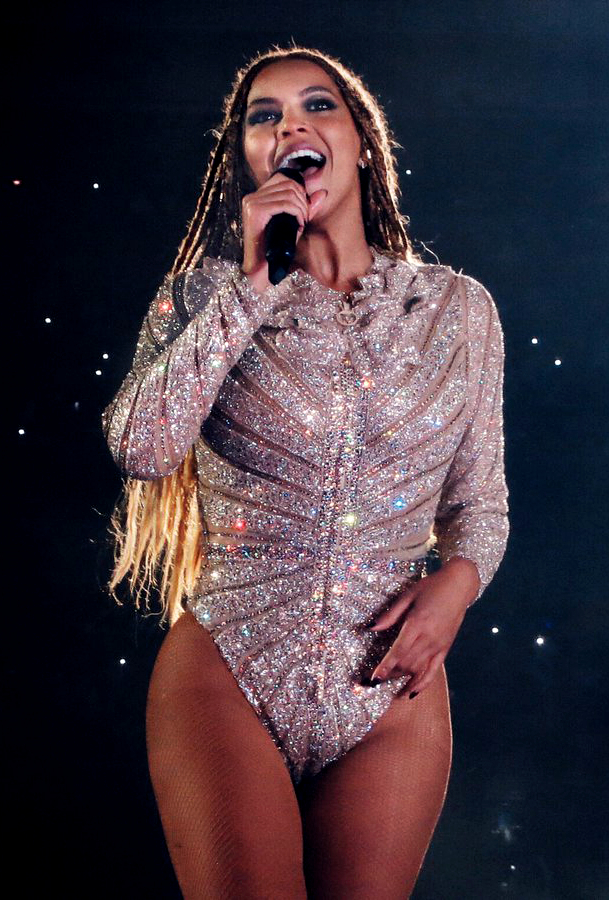
Beyoncé, dwukrotna laureatka w 2009 i 2016

| 1984 | The Cars                                 | „You Might Think”                  | - Herbie Hancock – „Rockit” - Michael Jackson – „Thriller” - Cyndi Lauper – „Girls Just Want to Have Fun” - The Police – „Every Breath You Take” | [ 1 ]  |
| 1985 | Don Henley                               | „The Boys of Summer”               | - Tom Petty and the Heartbreakers – „Don’t Come Around Here No More” - David Lee Roth – „California Girls” - David Lee Roth – „Just a Gigolo/I Ain’t Got Nobody” - USA for Africa – „We Are the World”                                                 | [ 2 ]  |
| 1986 | Dire Straits                             | „Money for Nothing”                | - a-ha – „Take on Me” - Godley & Creme – „Cry” - Robert Palmer – „Addicted to Love” - Talking Heads – „Road to Nowhere” | [ 3 ]  |
| 1987 | Peter Gabriel                            | „Sledgehammer”                     | - Genesis – „Land of Confusion” - Paul Simon – „The Boy in the Bubble” - U2 – „With or Without You” - Steve Winwood – „Higher Love” | [ 4 ]  |
| 1988 | INXS                                     | „Need You Tonight/Mediate”         | - George Harrison – „When We Was Fab” - Bruce Springsteen – „Tunnel of Love” - U2 – „I Still Haven’t Found What I’m Looking For” - U2 – „Where the Streets Have No Name”                                                                               | [ 5 ]  |
| 1989 | Neil Young                               | „This Note’s for You”              | - Fine Young Cannibals – „She Drives Me Crazy” - Michael Jackson – „Leave Me Alone” - Madonna – „Like a Prayer” - Steve Winwood – „Roll with It” | [ 6 ]  |
| 1990 | Sinéad O’Connor                          | „Nothing Compares 2 U”             | - Aerosmith – „Janie’s Got a Gun” - Don Henley – „The End of the Innocence” - Madonna – „Vogue” | [ 7 ]  |
| 1991 | R.E.M.                                   | „Losing My Religion”               | - C+C Music Factory – „Gonna Make You Sweat (Everybody Dance Now)” - Deee-Lite – „Groove Is in the Heart” - Divinyls – „I Touch Myself” - Chris Isaak – „Wicked Game (Concept)” - Queensrÿche – „Silent Lucidity”                                      | [ 8 ]  |
| 1992 | Van Halen                                | „Right Now”                        | - Def Leppard – „Let’s Get Rocked” - Nirvana – „Smells Like Teen Spirit” - Red Hot Chili Peppers – „Under the Bridge” | [ 9 ]  |
| 1993 | Pearl Jam                                | „Jeremy”                           | - Aerosmith – „Livin’ on the Edge” - En Vogue – „Free Your Mind” - Peter Gabriel – „Digging in the Dirt” - R.E.M. – „Man on the Moon” | [ 10 ] |
| 1994 | Aerosmith                                | „Cryin’”                           | - Beastie Boys – „Sabotage” - Nirvana – „Heart-Shaped Box” - R.E.M. – „Everybody Hurts” | [ 11 ] |
| 1995 | TLC                                      | „Waterfalls”                       | - Green Day – „Basket Case” - Michael Jackson i Janet Jackson – „Scream” - Weezer – „Buddy Holly” | [ 12 ] |
| 1996 | The Smashing Pumpkins                    | „Tonight, Tonigh”                  | - Bone Thugs-n-Harmony – „Tha Crossroads” - Foo Fighters – „Big Me” - Alanis Morissette – „Ironic” | [ 13 ] |
| 1997 | Jamiroquai                               | „Virtual Insanity”                 | - Beck – „The New Pollution” - Jewel – „You Were Meant for Me” - Nine Inch Nails – „The Perfect Drug” - No Doubt – „Don’t Speak” | [ 14 ] |
| 1998 | Madonna                                  | „Ray of Light”                     | - Brandy i Monica – „The Boy Is Mine” - Puff Daddy i the Family (feat. The Lox, Lil’ Kim, The Notorious B.I.G. i Fuzzbubble) – „It’s All About the Benjamins (rock remix)” - Will Smith – „Gettin’ Jiggy wit It” - The Verve – „Bitter Sweet Symphony” | [ 15 ] |
| 1999 | Lauryn Hill                              | „Doo Wop (That Thing)”             | - Backstreet Boys – „I Want It That Way” - Korn – „Freak on a Leash” - Ricky Martin – „Livin’ la Vida Loca” - Will Smith (feat. Dru Hill i Kool Moe Dee) – „Wild Wild West”                                                                            | [ 16 ] |
| 2000 | Eminem                                   | „The Real Slim Shady”              | - Blink-182 – „All the Small Things” - D’Angelo – „Untitled (How Does It Feel)” - *NSYNC – „Bye Bye Bye” - Red Hot Chili Peppers – „Californication”                                                                                                   | [ 17 ] |
| 2001 | Christina Aguilera, Lil’ Kim, Mýa i Pink | „Lady Marmalade”                   | - Missy Elliott – „Get Ur Freak On” - Eminem (feat. Dido) – „Stan” - Fatboy Slim – „Weapon of Choice” - Janet Jackson – „All for You” - U2 – „Beautiful Day”                                                                                           | [ 18 ] |
| 2002 | Eminem                                   | „Without Me”                       | - Linkin Park – „In the End” - *NSYNC – „Gone” - Nas – „One Mic” - P.O.D. – „Alive” - The White Stripes – „Fell in Love with a Girl” | [ 19 ] |
| 2003 | Missy Elliott                            | „Work It”                          | - 50 Cent – „In da Club” - Johnny Cash – „Hurt” - Eminem – „Lose Yourself” - Justin Timberlake – „Cry Me a River” | [ 20 ] |
| 2004 | OutKast                                  | „Hey Ya!”                          | - D12 – „My Band” - Jay-Z – „99 Problems” - Britney Spears – „Toxic” - Usher (feat. Ludacris & Lil Jon) – „Yeah!” | [ 21 ] |
| 2005 | Green Day                                | „Boulevard of Broken Dreams”       | - Coldplay – „Speed of Sound” - Snoop Dogg (feat. Pharrell) – „Drop It Like It’s Hot” - Gwen Stefani – „Hollaback Girl” - Kanye West – „Jesus Walks”                                                                                                   | [ 22 ] |
| 2006 | Panic! at the Disco                      | „I Write Sins Not Tragedies”       | - Christina Aguilera – „Ain’t No Other Man” - Madonna – „Hung Up” - Red Hot Chili Peppers – „Dani California” - Shakira (feat. Wyclef Jean) – „Hips Don’t Lie”                                                                                         | [ 23 ] |
| 2007 | Rihanna (feat. Jay-Z)                    | „Umbrella”                         | - Beyoncé – „Irreplaceable” - Justice – „D.A.N.C.E.” - Justin Timberlake – „What Goes Around... Comes Around” - Kanye West – „Stronger” - Amy Winehouse – „Rehab”                                                                                      | [ 24 ] |
| 2008 | Britney Spears                           | „Piece of Me”                      | - Chris Brown – „Forever” - Jonas Brothers – „Burnin’ Up” - Pussycat Dolls – „When I Grow Up” - The Ting Tings – „Shut Up and Let Me Go” | [ 25 ] |
| 2009 | Beyoncé                                  | „Single Ladies (Put a Ring on It)” | - Eminem – „We Made You” - Lady Gaga – „Poker Face” - Britney Spears – „Womanizer” - Kanye West – „Love Lockdown” | [ 26 ] |
| 2010 | Lady Gaga                                | „Bad Romance”                      | - 30 Seconds to Mars – „Kings and Queens” - B.o.B (feat. Hayley Williams) – „Airplanes” - Eminem – „Not Afraid” - Florence and the Machine – „Dog Days Are Over” - Lady Gaga (feat. Beyoncé) – „Telephone”                                             | [ 27 ] |
| 2011 | Katy Perry                               | „Firework”                         | - Adele – „Rolling in the Deep” - Beastie Boys – „Make Some Noise” - Bruno Mars – „Grenade” - Tyler, the Creator – „Yonkers” | [ 28 ] |
| 2012 | Rihanna (feat. Calvin Harris)            | „We Found Love”                    | - Drake (feat. Rihanna) – „Take Care” - Gotye (feat. Kimbra) – „Somebody That I Used to Know” - M.I.A. – „Bad Girls” - Katy Perry – „Wide Awake” | [ 29 ] |
| 2013 | Justin Timberlake                        | „Mirrors”                          | - Macklemore i Ryan Lewis (feat. Wanz) – „Thrift Shop” - Bruno Mars – „Locked Out of Heaven” - Taylor Swift – „I Knew You Were Trouble” - Robin Thicke (feat. T.I. i Pharrell) – „Blurred Lines”                                                       | [ 30 ] |
| 2014 | Miley Cyrus                              | „Wrecking Ball”                    | - Iggy Azalea (feat. Charli XCX) – „Fancy” - Beyoncé (feat. Jay-Z) – „Drunk in Love” - Sia – „Chandelier” - Pharrell Williams – „Happy” | [ 31 ] |
| 2015 | Taylor Swift (feat. Kendrick Lamar)      | „Bad Blood”                        | - Beyoncé – „7/11” - Kendrick Lamar – „Alright” - Mark Ronson (feat. Bruno Mars) – „Uptown Funk” - Ed Sheeran – „Thinking Out Loud” | [ 32 ] |
| 2016 | Beyoncé                                  | „Formation”                        | - Adele – „Hello” - Drake – „Hotline Bling” - Justin Bieber – „Sorry” - Kanye West – „Famous” | [ 33 ] |
| 2017 | Kendrick Lamar                           | „HUMBLE.”                          | - Bruno Mars – „24K Magic” - Alessia Cara – „Scars To Your Beautiful” - DJ Khaled (feat. Rihanna & Bryson Tiller) – „Wild Thoughts” - The Weeknd – „Reminder”                                                                                          | [ 34 ] |
| 2018 | Camila Cabello (feat. Young Thug)        | „Havana”                           | - Beyoncé i Jay-Z (The Carters) – „Apeshit” - Chlidish Gambino – „This Is America” - Drake – „God’s Plan” - Ariana Grande – „No Tears Left to Cry” - Bruno Mars (feat. Cardi B) – „Finesse”                                                            | [ 35 ] |
| 2019 | Taylor Swift                             | „You Need to Calm Down”            | - 21 Savage (feat. J. Cole) – „A Lot” - Billie Eilish – „Bad Guy” - Ariana Grande – „Thank U, Next” - Jonas Brothers – „Sucker” - Lil Nas X (feat. Billy Ray Cyrus) – „Old Town Road (Remix)”                                                          | .      |
| 2020 | The Weeknd                               | „Blinding Lights”                  | - Billie Eilish – „Everything I Wanted” - Eminem (feat. Juice WRLD) – „Godzilla” - Future (feat. Drake) – „Life Is Good” - Lady Gaga z Arianą Grande – „Rain on Me” - Taylor Swift – „The Man”                                                         | [ 37 ] |
| 2021 | Lil Nas X                                | „Montero (Call Me by Your Name)”   | - Cardi B ft. Megan Thee Stallion – „WAP” - DJ Khaled ft. Drake – „Popstar” - Doja Cat ft. SZA – „Kiss Me More” - Ed Sheeran – „Bad Habits” - The Weeknd – „Save Your Tears”                                                                           | [ 38 ] |
| 2022 | Taylor Swift                             | „All Too Well: The Short Film”     | - Doja Cat – „Woman” - Drake ft. Future, Young Thug – „Way 2 Sexy” - Ed Sheeran – „Shivers” - Harry Styles – „As It Was“ - Lil Nas X, Jack Harlow – „Industry Baby” - Olivia Rodrigo – „Brutal”                                                        | [ 39 ] |